# Folwark (Stary Dybów)
Folwark – część wsi Stary Dybów w Polsce położona w województwie mazowieckim, w powiecie wołomińskim, w gminie Radzymin.
Miejscowość jest częścią składową sołectwa Stary Dybów i graniczy bezpośrednio z Radzyminem.
W latach 1975–1998 miejscowość administracyjnie należała do województwa warszawskiego.